# LDLRAP1
LDLRAP1 (англ. Low density lipoprotein receptor adaptor protein 1) – білок, який кодується однойменним геном, розташованим у людей на короткому плечі 1-ї хромосоми.  Довжина поліпептидного ланцюга білка становить 308 амінокислот, а молекулярна маса — 33 885.
| 10         |  | 20         |  | 30         |  | 40         |  | 50         |
| ---------- |  | ---------- |  | ---------- |  | ---------- |  | ---------- |
| MDALKSAGRA |  | LIRSPSLAKQ |  | SWGGGGRHRK |  | LPENWTDTRE |  | TLLEGMLFSL |
| KYLGMTLVEQ |  | PKGEELSAAA |  | IKRIVATAKA |  | SGKKLQKVTL |  | KVSPRGIILT |
| DNLTNQLIEN |  | VSIYRISYCT |  | ADKMHDKVFA |  | YIAQSQHNQS |  | LECHAFLCTK |
| RKMAQAVTLT |  | VAQAFKVAFE |  | FWQVSKEEKE |  | KRDKASQEGG |  | DVLGARQDCT |
| PSLKSLVATG |  | NLLDLEETAK |  | APLSTVSANT |  | TNMDEVPRPQ |  | ALSGSSVVWE |
| LDDGLDEAFS |  | RLAQSRTNPQ |  | VLDTGLTAQD |  | MHYAQCLSPV |  | DWDKPDSSGT |
| EQDDLFSF   |  |            |  |            |  |            |  |            |

A: Аланін

C: Цистеїн

D: Аспарагінова кислота

E: Глутамінова кислота

F: Фенілаланін

G: Гліцин

H: Гістидин

I: Ізолейцин

K: Лізин

L: Лейцин

M: Метіонін

N: Аспарагін

P: Пролін

Q: Глутамін

R: Аргінін

S: Серин

T: Треонін

V: Валін

W: Триптофан

Кодований геном білок за функцією належить до фосфопротеїнів. 
Задіяний у таких біологічних процесах як метаболізм ліпідів, метаболізм холестеролу, метаболізм стероїдів, метаболізм стеролів, ендоцитоз, поліморфізм, ацетиляція. 
Локалізований у цитоплазмі.